# Ole Martin Årst
Ole Martin Årst, född 19 juli 1974 i Bergen, är en norsk före detta fotbollsspelare.
Ole Martin Årst spelade som anfallare och har gjort sig känd som en bra målskytt. Han vann skytteligan i den belgiska ligan 2000 när han spelade för Gent med 30 mål. Han vann även skytteligan i Tippeligaen 2005 när han spelade för Tromsø. Årst har även spelat för Anderlecht och Standard i den belgiska ligan. Han har spelat 22 landskamper för Norge.